# إتش بي بري 3

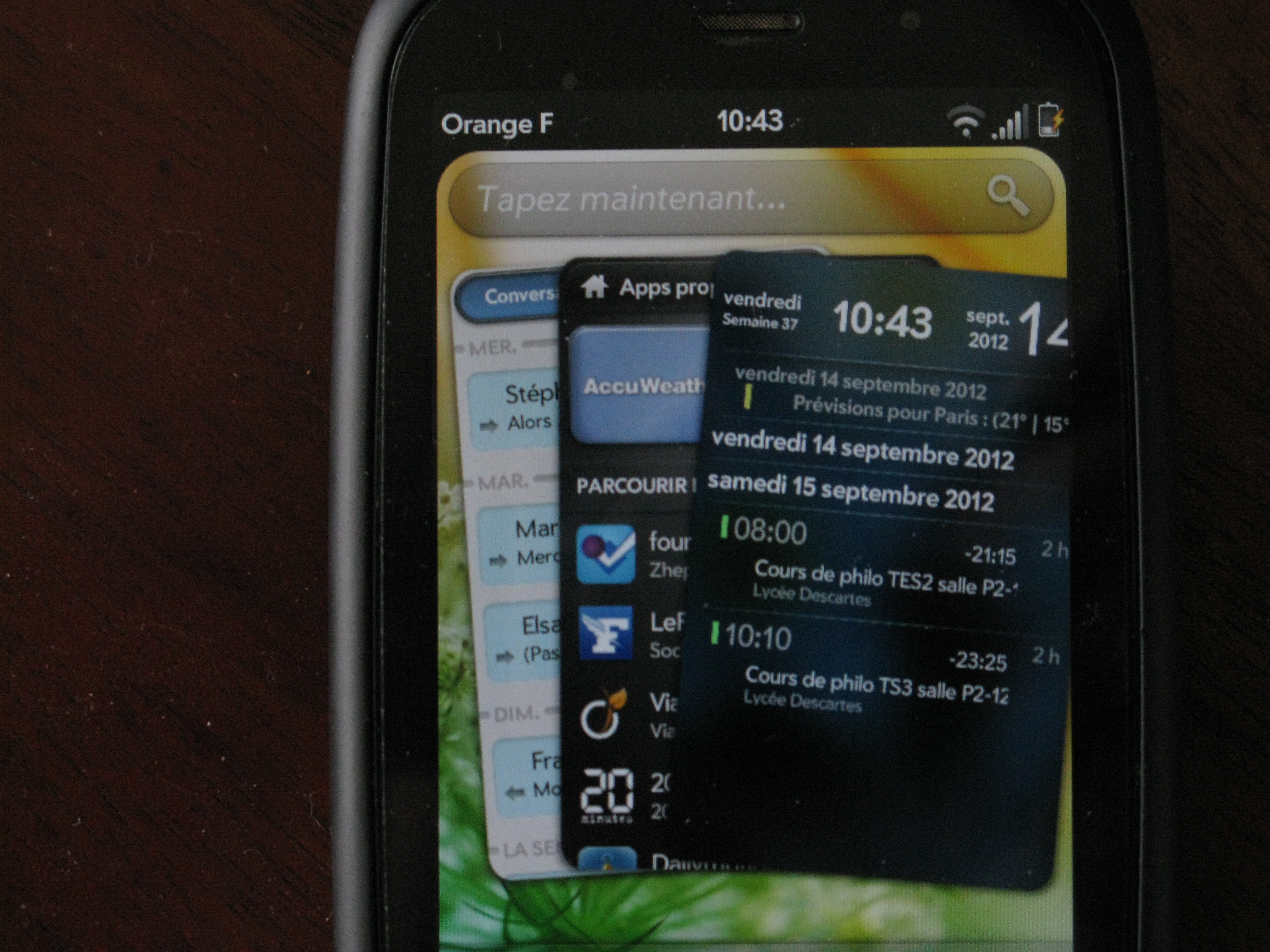

اتش بي بري 3 (بالإنجليزية:HP pre 3 ) هاتف ذكي ذو شاشة لمس أعلن عنه في 9 فبراير 2011 من قبل شركة هوليت-باكارد ، جاء كخليفة لأجهزة بالم بري 2 و Pre وPre Plus، ولكن يتضمن العديد من التطورات، حجم الشاشة أكبر بـ -3. 6 بوصة، معالج Snapdragon بسرعة 1.4 GHz، تصوير الفيديو بدقة عالية، وعرض عالي الدقة.
يدعم الجهاز خاصية  HP Touchstone Touch-to-Share  والذي يسمح للأجهزة المتوافقة ووسائل الإعلام بتبادل البيانات على الفور عن طريق البلوتوث، يملك الجهاز واي فاي 802.11b/g/n و 512 ميجابايت من الذاكرة العشوائية Ram وذاكرة داخلية بسعة 8 أو 16 جيجابايت ، وبلوتوث v2.1 وبطارية 1230 mAh .
من المفترض أن يتم الإفصاح عن الجهاز على شبكة فيريزون ولكن تسربت صور الجهاز بتاريخ 4 / 6 / 2011.